# Денежная масса
Денежная масса, или денежное предложение, — совокупность наличных денег, находящихся в обращении, и безналичных средств на счетах, которыми располагают физические и юридические лица и государство.

## Измерение денежной массы
Измерение количества денег в экономической системе важно, поскольку это количество оказывает важное влияние на производство товаров и услуг, уровень цен, занятость и другие макроэкономические показатели. Однако такое измерение достаточно сложно из-за того, что разные виды активов могут выполнять одновременно все три функции денег (средство обращения, мера стоимости, средство накопления). Для измерения денежной массы используются денежные агрегаты.

## Денежные агрегаты
Показателями структуры денежной массы являются денежные агрегаты. Денежными агрегатами называются виды денег и денежных средств, отличающиеся друг от друга степенью ликвидности (возможностью быстрого превращения в наличные деньги).
Денежные агрегаты представляют собой иерархическую систему — каждый последующий агрегат включает в свой состав предыдущий.
В разных странах выделяются денежные агрегаты разного состава. МВФ рассчитывает общий для всех стран показатель М1 и более широкий показатель «квазиденьги» (срочные и сберегательные банковские счета и наиболее ликвидные финансовые инструменты, обращающиеся на рынке).
Центральный банк РФ рассчитывает денежные агрегаты M0, М1, М2, М2Х, М3:
- М0 = наличные деньги в обращении (монеты, банкноты) за исключением сумм наличности, находящейся в кассах Банка России и кредитных организаций[4].
- М1 = М0 + чеки, вклады до востребования (в том числе банковские дебетовые карты), остатки средств в национальной валюте на расчётных счетах организаций, текущих и иных счетах до востребования населения, нефинансовых и финансовых (кроме кредитных) организаций.
- М2 = М1 + срочные вклады.
- М2Х (широкая денежная масса) = М2 + наличная иностранная валюта + иностранная валюта в банках на территории России.[5]
- М3 = М2 + сберегательные вклады, сертификаты и государственные облигации.

В ряде стран дополнительно выделяют M4. Например, в Великобритании M4 включает в себя объём наличной валюты в обращении, общую сумму кредитов, выданную банками, а также сумму заимствований правительства.

### Структура денежной массы
Структура денежной массы постоянно меняется.
В современной денежной системе заметно снизились темпы роста денежной массы и деньги начали работать лучше. В РФ из недостатков денежной системы можно отметить большую долю наличных денег (18,1 % по состоянию на 1 января 2023 года), когда в развитых странах этот показатель едва достигает 7—10 %.
Соотношение между агрегатами меняется в зависимости от экономического роста.
Изменение объёма денежной массы — результат влияния двух факторов:
- изменение массы денег в обращении;
- изменение скорости их оборота.

#### Коэффициент монетизации
Важным показателем состояния денежной массы выступает коэффициент монетизации (известный также как финансовая глубина), равный отношению М2 к валовому внутреннему продукту. Этот показатель позволяет ответить на вопрос о достаточности денег в обороте. Оптимальным уровнем монетизации для развитой страны считается как минимум 56—60 %, низкий уровень монетизации экономики может сдерживать внешнеэкономическое развитие.

### Денежные агрегаты в России
Центральный банк Российской Федерации рассчитывает денежные агрегаты М0 и М2. Агрегат М2 представляет собой объём наличных денег в обращении (вне банков) и остатков средств в национальной валюте на счетах нефинансовых организаций, финансовых (кроме кредитных) организаций и физических лиц, являющихся резидентами Российской Федерации. В таблице представлен денежный агрегат М2 (в млрд рублей) в разные годы, начиная с 2000 года:
| Дата       | Наличные деньги (М0) | Наличные деньги (М0) | Безналичные средства | Безналичные средства | Общая сумма (М2) | Изм. % |
| Дата       | сумма                | % от М2              | сумма                | % от М2              | Общая сумма (М2) | Изм. % |
| ---------- | -------------------- | -------------------- | -------------------- | -------------------- | ---------------- | ------ |
| 01.01.2019 | 9 339,0              | 19,80                | 37 770,0             | 80,20                | 47 109,0         | +11,00 |
| 01.01.2020 | 9 658,0              | 18,70                | 42 023,0             | 81,30                | 51 681,0         | +9,71  |
| 01.01.2021 | 12 524,0             | 21,40                | 46 128,0             | 78,60                | 58 652,0         | +13,49 |
| 01.01.2022 | 13 200,0             | 19,90                | 53 053,0             | 80,10                | 66 253,0         | +13,0  |
| 01.01.2023 | 15 436,0             | 18,70                | 66 952,0             | 81,30                | 82 388,0         | +24,4  |
| 01.01.2024 | 17 120,0             | 17,40                | 81 265,0             | 82,60                | 98 385,0         | +19,4  |
| 01.01.2025 | 17 274,0             | 14,70                | 99 982,0             | 85,30                | 117 256,0        | +19,2  |

### Денежные агрегаты в Великобритании
Денежные агрегаты в Великобритании:
- М0 — банкноты и монеты в обращении + наличные средства в банках + остатки на счетах банков в Банке Англии;
- М1 — банкноты и монеты в обращении + средства на текущих и депозитных счетах частного сектора, которые могут быть переведены чеком;
- М2 — банкноты и монеты в обращении + беспроцентные банковские депозиты + депозиты строительных обществ + счета Системы национальных сбережений;
- М3 — M1 + все другие банковские депозиты частного сектора + депозитные сертификаты;
- М4 — M1 + бо́льшая часть банковских депозитов частного сектора + вклады/авуары инструментов денежного рынка (объём наличной валюты в обращении, общую сумму кредитов, выданную банками, а также сумму заимствований правительства[6]); агрегат M4 характеризует ликвидность частного сектора.